# Campeonato Mundial Universitário de Voleibol de Praia
Campeonato Mundial Universitário de Voleibol de Praia é uma competição de voleibol de praia organizada pela Federação Internacional do Esporte Universitário (FISU) a cada dois anos.

## Histórico
A primeira edição do torneio em ambas variantes ocorreu em 2002, em Le Moule, departamento de Guadalupe, na França.